# Splendrillia bartschi
Splendrillia bartschi é uma espécie de gastrópode do gênero Splendrillia, pertencente à família Drilliidae.